# Trente-quatrième district congressionnel du Texas
Le 34e district congressionnel du Texas est un district créé à la suite du recensement de 2010. Les premiers candidats se sont présentés aux élections de 2012 ; le vainqueur, le Démocrate Filemon Vela Jr., siégeait au 113e Congrès des États-Unis. Le district est actuellement représenté par le Démocrate Vicente Gonzalez, qui y a été redécoupé à partir du 15e district du Texas.
Le 34e district est composé de la zone située sur la côte du Golfe entre Brownsville et Corpus Christi, cette dernière étant située dans le 27e district. Il s'étend vers l'ouest pour inclure la partie nord-est de McAllen et ses environs, le reste de la région de McAllen se trouvant dans le 15e. Outre la ville de Brownsville, les autres grandes villes du district comprennent Alice, Beeville, Harlingen, Kingsville et San Benito.

## Historique de vote

### Résultats sous les frontières actuelles (depuis 2023)[5]
| Année | Poste                 | Résultats                |
| ----- | --------------------- | ------------------------ |
| 2014  | Sénat                 | Alameel 59,0 % - 41,0 %  |
| 2014  | Gouverneur            | Davis 62,0 % - 38,0 %    |
| 2016  | Président             | Clinton 66,0 % - 30,0 %  |
| 2018  | Sénat                 | O’Rourke 65,0 % - 34,0 % |
| 2018  | Gouverneur            | Valdez 57,0 % - 41,0 %   |
| 2018  | Lieutenant-Gouverneur | Collier 63,0 % - 35,0 %  |
| 2018  | Procureur Général     | Nelson 65,0 % - 33,0 %   |
| 2020  | Président             | Biden 57,0 % - 41,0 %    |
| 2020  | Sénat                 | Hegar 56,0 % - 41,0 %    |
| 2022  | Gouverneur            | O’Rourke 56,0 % - 43,0 % |
| 2022  | Lieutenant-Gouverneur | Collier 53,0 % - 44,0 %  |
| 2022  | Procureur Général     | Garza 57,0 % - 41,0 %    |

## Liste des Représentants du district
| Membre                             | Parti      | Années                        | Congrès     | Histoire électorale                                                                   | Zone géographique |
| ---------------------------------- | ---------- | ----------------------------- | ----------- | ------------------------------------------------------------------------------------- | --- |
| District établit le 3 janvier 2013 |            |                               |             |                                                                                       | |
| Filemon Vela Jr.                   | Democratic | 3 janvier 2013 - 31 mars 2022 | 113e - 117e | Élu en 2012. Réélu en 2014. Réélu en 2016. Réélu en 2018. Réélu en 2020. Démissionne. | 2013–2023 Bee, Cameron, DeWitt, Goliad, Jim Wells, Kenedy, Kleberg et Willacy; parties de Gonzales, Hidalgo et San Patricio |
| Vacant                             | Vacant     | 31 mars 2022 - 21 juin 2022   | 117e        |                                                                                       | 2013–2023 Bee, Cameron, DeWitt, Goliad, Jim Wells, Kenedy, Kleberg et Willacy; parties de Gonzales, Hidalgo et San Patricio |
| Mayra Flores                       | Republican | 21 juin 2022 - 3 janvier 2023 | 117e        | Élue pour terminer le mandat de Vela. Perd sa réélection.                             | 2013–2023 Bee, Cameron, DeWitt, Goliad, Jim Wells, Kenedy, Kleberg et Willacy; parties de Gonzales, Hidalgo et San Patricio |
| Vicente Gonzalez                   | Democratic | 3 janvier 2023 - Présent      | 118e - 119e | Redécoupage depuis le 15e district et réélu en 2022. Réélu en 2024.                   | 2023–Présent Cameron, Kenedy, Kleberg et Willacy; parties de Hidalgo                                                        |

## Résultats des récentes élections
Voici le résultats des dix précédents cycles électoraux dans le district

### 2012
| Élection de 2012 du 34e district congressionnel du Texas | Élection de 2012 du 34e district congressionnel du Texas | Élection de 2012 du 34e district congressionnel du Texas | Élection de 2012 du 34e district congressionnel du Texas | Élection de 2012 du 34e district congressionnel du Texas |
| -------------------------------------------------------- | -------------------------------------------------------- | -------------------------------------------------------- | -------------------------------------------------------- | -------------------------------------------------------- |
| Parti                                                    | Parti                                                    | Candidat                                                 | Votes                                                    | %                                                        |
|                                                          | Démocrate                                                | Filemon Vela Jr.                                         | 89 606                                                   | 61,89                                                    |
|                                                          | Républicain                                              | Jessica Puente Bradshaw                                  | 52 448                                                   | 36,23                                                    |
|                                                          | Libertarien                                              | Steven Shanklin                                          | 2724                                                     | 1,88                                                     |
| Total des votes                                          | Total des votes                                          | Total des votes                                          | 144 778                                                  | 100 %                                                    |
|                                                          | Les Démocrates remportent (nouveau siège)                |                                                          |                                                          |                                                          |

### 2014
| Élection de 2014 du 34e district congressionnel du Texas | Élection de 2014 du 34e district congressionnel du Texas | Élection de 2014 du 34e district congressionnel du Texas | Élection de 2014 du 34e district congressionnel du Texas | Élection de 2014 du 34e district congressionnel du Texas |
| -------------------------------------------------------- | -------------------------------------------------------- | -------------------------------------------------------- | -------------------------------------------------------- | -------------------------------------------------------- |
| Parti                                                    | Parti                                                    | Candidat                                                 | Votes                                                    | %                                                        |
|                                                          | Démocrate                                                | Filemon Vela Jr. (sortant)                               | 47 503                                                   | 59,47                                                    |
|                                                          | Républicain                                              | Larry Smith                                              | 30 811                                                   | 38,57                                                    |
|                                                          | Libertarien                                              | Ryan Rowley                                              | 1563                                                     | 1,96                                                     |
| Total des votes                                          | Total des votes                                          | Total des votes                                          | 79 877                                                   | 100 %                                                    |
|                                                          | Les Démocrates conservent                                |                                                          |                                                          |                                                          |

### 2016
| Élection de 2016 du 34e district congressionnel du Texas | Élection de 2016 du 34e district congressionnel du Texas | Élection de 2016 du 34e district congressionnel du Texas | Élection de 2016 du 34e district congressionnel du Texas | Élection de 2016 du 34e district congressionnel du Texas |
| -------------------------------------------------------- | -------------------------------------------------------- | -------------------------------------------------------- | -------------------------------------------------------- | -------------------------------------------------------- |
| Parti                                                    | Parti                                                    | Candidat                                                 | Votes                                                    | %                                                        |
|                                                          | Démocrate                                                | Filemon Vela Jr. (sortant)                               | 104 638                                                  | 62,67                                                    |
|                                                          | Républicain                                              | Rey Gonzalez Jr.                                         | 62 323                                                   | 37,33                                                    |
| Total des votes                                          | Total des votes                                          | Total des votes                                          | 166 961                                                  | 100 %                                                    |
|                                                          | Les Démocrates conservent                                |                                                          |                                                          |                                                          |

### 2018
| Élection de 2018 du 34e district congressionnel du Texas | Élection de 2018 du 34e district congressionnel du Texas | Élection de 2018 du 34e district congressionnel du Texas | Élection de 2018 du 34e district congressionnel du Texas | Élection de 2018 du 34e district congressionnel du Texas |
| -------------------------------------------------------- | -------------------------------------------------------- | -------------------------------------------------------- | -------------------------------------------------------- | -------------------------------------------------------- |
| Parti                                                    | Parti                                                    | Candidat                                                 | Votes                                                    | %                                                        |
|                                                          | Démocrate                                                | Filemon Vela Jr. (sortant)                               | 85 825                                                   | 59,99                                                    |
|                                                          | Républicain                                              | Rey Gonzalez Jr.                                         | 57 243                                                   | 40,01                                                    |
| Total des votes                                          | Total des votes                                          | Total des votes                                          | 143 068                                                  | 100 %                                                    |
|                                                          | Les Démocrates conservent                                |                                                          |                                                          |                                                          |

### 2020
| Élection de 2020 du 34e district congressionnel du Texas | Élection de 2020 du 34e district congressionnel du Texas | Élection de 2020 du 34e district congressionnel du Texas | Élection de 2020 du 34e district congressionnel du Texas | Élection de 2020 du 34e district congressionnel du Texas |
| -------------------------------------------------------- | -------------------------------------------------------- | -------------------------------------------------------- | -------------------------------------------------------- | -------------------------------------------------------- |
| Parti                                                    | Parti                                                    | Candidat                                                 | Votes                                                    | %                                                        |
|                                                          | Démocrate                                                | Filemon Vela Jr. (sortant)                               | 111 439                                                  | 55,44                                                    |
|                                                          | Républicain                                              | Rey Gonzalez Jr.                                         | 84 119                                                   | 41,85                                                    |
|                                                          | Libertarien                                              | Anthony Cristo                                           | 3222                                                     | 1,60                                                     |
|                                                          | Indépendant                                              | Chris Royal                                              | 2235                                                     | 1,12                                                     |
| Total des votes                                          | Total des votes                                          | Total des votes                                          | 201 027                                                  | 100 %                                                    |
|                                                          | Les Démocrates conservent                                |                                                          |                                                          |                                                          |

### 2022 (Spéciale)
| Élection Spéciale de 2022 du 34e district congressionnel du Texas | Élection Spéciale de 2022 du 34e district congressionnel du Texas | Élection Spéciale de 2022 du 34e district congressionnel du Texas | Élection Spéciale de 2022 du 34e district congressionnel du Texas | Élection Spéciale de 2022 du 34e district congressionnel du Texas |
| ----------------------------------------------------------------- | ----------------------------------------------------------------- | ----------------------------------------------------------------- | ----------------------------------------------------------------- | ----------------------------------------------------------------- |
| Parti                                                             | Parti                                                             | Candidat                                                          | Votes                                                             | %                                                                 |
|                                                                   | Républicain                                                       | Mayra Flores                                                      | 14 799                                                            | 50,91                                                             |
|                                                                   | Démocrate                                                         | Dan Sanchez                                                       | 12 606                                                            | 43,37                                                             |
|                                                                   | Démocrate                                                         | Rene Coronado                                                     | 1210                                                              | 4,16                                                              |
|                                                                   | Républicain                                                       | Juana Cantu-Cabrera                                               | 454                                                               | 1,56                                                              |
| Total des votes                                                   | Total des votes                                                   | Total des votes                                                   | 29 069                                                            | 100 %                                                             |
|                                                                   | Les Républicains prennent aux Démocrates                          |                                                                   |                                                                   |                                                                   |

### 2022
| Primaire Républicaine de 2022 du 34e district congressionnel du Texas | Primaire Républicaine de 2022 du 34e district congressionnel du Texas | Primaire Républicaine de 2022 du 34e district congressionnel du Texas | Primaire Républicaine de 2022 du 34e district congressionnel du Texas | Primaire Républicaine de 2022 du 34e district congressionnel du Texas |
| --------------------------------------------------------------------- | --------------------------------------------------------------------- | --------------------------------------------------------------------- | --------------------------------------------------------------------- | --------------------------------------------------------------------- |
| Parti                                                                 | Parti                                                                 | Candidat                                                              | Votes                                                                 | %                                                                     |
|                                                                       | Républicain                                                           | Mayra Flores (sortant)                                                | 9490                                                                  | 60,3                                                                  |
|                                                                       | Républicain                                                           | Frank McCaffrey                                                       | 3444                                                                  | 21,9                                                                  |
|                                                                       | Républicain                                                           | Gregory Kunkle Jr.                                                    | 1677                                                                  | 10,7                                                                  |
|                                                                       | Républicain                                                           | Juana Cantu-Cabrera                                                   | 1115                                                                  | 7,1                                                                   |

| Primaire Démocrate de 2022 du 34e district congressionnel du Texas | Primaire Démocrate de 2022 du 34e district congressionnel du Texas | Primaire Démocrate de 2022 du 34e district congressionnel du Texas | Primaire Démocrate de 2022 du 34e district congressionnel du Texas | Primaire Démocrate de 2022 du 34e district congressionnel du Texas |
| ------------------------------------------------------------------ | ------------------------------------------------------------------ | ------------------------------------------------------------------ | ------------------------------------------------------------------ | ------------------------------------------------------------------ |
| Parti                                                              | Parti                                                              | Candidat                                                           | Votes                                                              | %                                                                  |
|                                                                    | Démocrate                                                          | Vincente Gonzalez (sortant)                                        | 23 531                                                             | 64,8                                                               |
|                                                                    | Démocrate                                                          | Laura Cisneros                                                     | 8456                                                               | 23,3                                                               |
|                                                                    | Démocrate                                                          | Beatriz Reynoso                                                    | 1287                                                               | 3,5                                                                |
|                                                                    | Démocrate                                                          | William Thompson                                                   | 1085                                                               | 3,0                                                                |
|                                                                    | Démocrate                                                          | Filemon Meza                                                       | 920                                                                | 2,5                                                                |
|                                                                    | Démocrate                                                          | Diego Zavala                                                       | 718                                                                | 2,0                                                                |
|                                                                    | Démocrate                                                          | Osbert Rodriguez Haro III                                          | 331                                                                | 0,9                                                                |

| Élection de 2022 du 34e district congressionnel du Texas | Élection de 2022 du 34e district congressionnel du Texas | Élection de 2022 du 34e district congressionnel du Texas | Élection de 2022 du 34e district congressionnel du Texas | Élection de 2022 du 34e district congressionnel du Texas |
| -------------------------------------------------------- | -------------------------------------------------------- | -------------------------------------------------------- | -------------------------------------------------------- | -------------------------------------------------------- |
| Parti                                                    | Parti                                                    | Candidat                                                 | Votes                                                    | %                                                        |
|                                                          | Démocrate                                                | Vincente Gonzalez (sortant)                              | 70 896                                                   | 52,7                                                     |
|                                                          | Républicain                                              | Mayra Flores (sortant)                                   | 59 464                                                   | 44,2                                                     |
|                                                          | Indépendant                                              | Chris Royal                                              | 4079                                                     | 3,0                                                      |
| Total des votes                                          | Total des votes                                          | Total des votes                                          | 134 439                                                  | 100 %                                                    |
|                                                          | Les Démocrates conservent                                |                                                          |                                                          |                                                          |

### 2024
| Primaire Républicaine de 2024 du 34e district congressionnel du Texas | Primaire Républicaine de 2024 du 34e district congressionnel du Texas | Primaire Républicaine de 2024 du 34e district congressionnel du Texas | Primaire Républicaine de 2024 du 34e district congressionnel du Texas | Primaire Républicaine de 2024 du 34e district congressionnel du Texas |
| --------------------------------------------------------------------- | --------------------------------------------------------------------- | --------------------------------------------------------------------- | --------------------------------------------------------------------- | --------------------------------------------------------------------- |
| Parti                                                                 | Parti                                                                 | Candidat                                                              | Votes                                                                 | %                                                                     |
|                                                                       | Républicain                                                           | Mayra Flores                                                          | 9490                                                                  | 60,3                                                                  |
|                                                                       | Républicain                                                           | Laura Cisneros                                                        | 3444                                                                  | 21,9                                                                  |
|                                                                       | Républicain                                                           | Maura Garza                                                           | 1677                                                                  | 10,7                                                                  |
|                                                                       | Républicain                                                           | Gregory Kunkle Jr.                                                    | 1115                                                                  | 7,1                                                                   |

| Primaire Démocrate de 2024 du 34e district congressionnel du Texas | Primaire Démocrate de 2024 du 34e district congressionnel du Texas | Primaire Démocrate de 2024 du 34e district congressionnel du Texas | Primaire Démocrate de 2024 du 34e district congressionnel du Texas | Primaire Démocrate de 2024 du 34e district congressionnel du Texas |
| ------------------------------------------------------------------ | ------------------------------------------------------------------ | ------------------------------------------------------------------ | ------------------------------------------------------------------ | ------------------------------------------------------------------ |
| Parti                                                              | Parti                                                              | Candidat                                                           | Votes                                                              | %                                                                  |
|                                                                    | Démocrate                                                          | Vincente Gonzalez (sortant)                                        | 23 531                                                             | 64,8                                                               |

| Élection de 2024 du 34e district congressionnel du Texas | Élection de 2024 du 34e district congressionnel du Texas | Élection de 2024 du 34e district congressionnel du Texas | Élection de 2024 du 34e district congressionnel du Texas | Élection de 2024 du 34e district congressionnel du Texas |
| -------------------------------------------------------- | -------------------------------------------------------- | -------------------------------------------------------- | -------------------------------------------------------- | -------------------------------------------------------- |
| Parti                                                    | Parti                                                    | Candidat                                                 | Votes                                                    | %                                                        |
|                                                          | Démocrate                                                | Vincente Gonzalez (sortant)                              | TBD                                                      | TBD                                                      |
|                                                          | Républicain                                              | Mayra Flores (sortant)                                   | TBD                                                      | TBD                                                      |
| Total des votes                                          | Total des votes                                          | Total des votes                                          | TBD                                                      | 100 %                                                    |
|                                                          |                                                          |                                                          |                                                          |                                                          |